# 藤山一郎
藤山 一郎（ふじやま いちろう、1911年〈明治44年〉4月8日 - 1993年〈平成5年〉8月21日）は、日本の歌手、声楽家、作曲家、編曲家、指揮者。本名︰増永 丈夫（ますなが たけお）。位階は従四位。本名ではクラシック音楽の声楽家・バリトン歌手として活躍した。
東京府東京市日本橋区蛎殻町（現東京都中央区日本橋蛎殻町）出身。東京音楽学校（後の東京藝術大学音楽学部）を首席で卒業。東京音楽学校で培った正統な声楽技術、歌唱法、音楽理論と、ハイバリトンの音声を武器にテナーの国民的歌手・流行歌手として活躍。1930年代から1940年代にかけて『酒は涙か溜息か』、『丘を越えて』・『東京ラプソディ』、『青い山脈』、『長崎の鐘』など、数多くのヒット曲を世に送った。理論や楽典に忠実に歌ったことから正格歌手と呼ばれ、その格調高い歌声は「楷書の歌」と評された。1992年（平成4年）、スポーツ選手以外では初めて国民栄誉賞を生前に受賞した。

## 人物・来歴

### 幼少期
藤山は1911年（明治44年）4月8日、東京府東京市日本橋区蛎殻町（後の東京都中央区日本橋蛎殻町）に、同区長谷川町（後の東京都中央区日本橋堀留町二丁目南部）のモスリン問屋・近江屋の三男（5人きょうだいの末っ子）として生まれた。父の信三郎は近江屋の番頭で、母のゆうは店主の養女であった。
幼少期は、家業が順調であった上、母のゆうが株式投資の収益で日本橋区一帯に借家を建て多額の家賃収入を得ていたことから、経済的に大変恵まれた環境にあった。また、幼少期から音楽家としての資質を育むのに適した環境の下で育った。母のゆうは子供にピアノを習わせる教育方針を持っており、藤山も幼少期からピアノを習った。
さらに通っていた幼稚園が終わると親戚の作曲家・山田源一郎（藤山の姉・恒子の夫は山田の甥）が創立した日本女子音楽学校（後の日本音楽学校）に足繁く通い、賛美歌を歌ったり、ピアノの弾き方、楽譜の読み方を教わった。
また、家族に連れられて隅田川を往復する蒸気船に乗って浅草に遊びに行き、物売りの口上や下町の歯切れの良い発音を耳にした。藤山曰く、後年発音の歯切れの良さが評価されたことには幼少期に浅草で経験したことの影響があった。

### 少年時代
1918年（大正7年）春、慶應義塾幼稚舎（小学校）に入学。同級生に岡本太郎がいた。この時期の藤山は楽譜を読みこなせるようになっており、学内外で童謡の公演に出演した。慶應幼稚舎の音楽教師・江沢清太郎の紹介で童謡歌手となり、『春の野』（江沢清太郎作曲）などをレコードに吹き込んだこともある。ただし江沢は「童謡歌手は大成しない」という考えの持ち主で、その勧めにより在学中の一時期は歌をやめ、楽典・楽譜を読み、ピアノ・ヴァイオリンを修練することに専念した。
学業成績を見ると、唱歌が6年間を通して10点中9点以上でその他の教科もすべて7点以上であった。

### 中学時代
1924年（大正13年）春に慶應義塾普通部に進学した藤山は、同校の音楽教師を務めていた弘田龍太郎（東京音楽学校助教授）にピアノを習い課外授業に参加するなど音楽に励む傍ら、ラグビー部に入部して運動にも打ち込んだ。3・4年時には、1929年度の全国中等学校蹴球大会で優勝を経験している。この時期の藤山の学業成績を見ると、音楽と体育以外は悪く、卒業時の学内順位は52人中51番であった。
慶應普通部在籍時の1927年（昭和2年）、慶應の応援歌『若き血』がつくられたとき、早慶戦に向けて普通部に在学中の藤山が学生の歌唱指導にあたった。藤山は、上級生でも歌えない者に対してはしごいたため、早慶戦が終わった後、普通部の5年生に呼び出され、脅され殴られた。それ以来、藤山と『若き血』の付き合いは長い。
慶應義塾在籍中、藤山は福澤諭吉が説いた奉仕の精神を身につけた。このことは後にロータリークラブやボーイスカウトに協力し、福祉施設に慰問を行うことに繋がった。

### 東京音楽学校時代

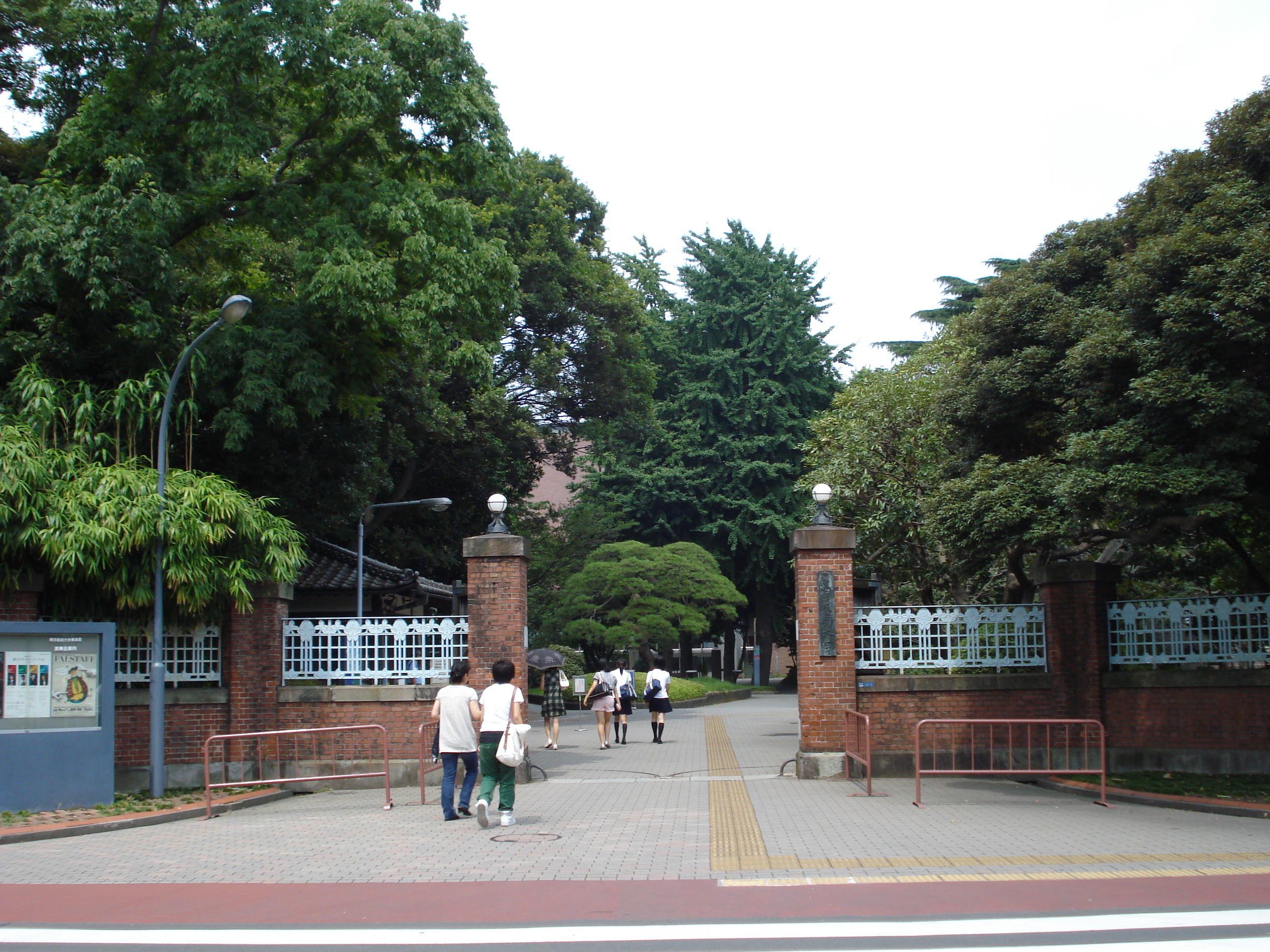
東京芸術大学は東京音楽学校の後身に当たる（画像は現在の東京芸大上野キャンパス）

慶應義塾普通部を卒業後の1929年（昭和4年）4月、当時日本で唯一の官立の音楽専門学校であった東京音楽学校予科声楽部（後の東京藝術大学音楽学部）に入学。当時は「歌舞音曲は婦女子のもの」という風潮が強く、声楽部に入学した学生の中で男性は藤山ただ一人であった。入学試験の口頭試問で音楽の道を志す理由について問われた藤山は、「オペラ歌手を目指します」と答えた。
藤山は予科声楽部で30人中15番の成績を収め、本科に進学した。1931年（昭和6年）2月には成績優秀者による演奏会である「学友演奏会」（土曜演奏会とも）に出演し、歌劇『ファウスト』より「此の手を取り手よ」、歌劇『リゴレット』より「美しの乙女よ」の四重唱にバリトンで独唱するなど順風満帆の学生生活を送っていたが、音楽学校進学後間もなく世界恐慌の煽りを受けた昭和恐慌の影響で実家のモスリン問屋の経営が傾き、3万8000円の借金を抱え廃業した。
藤山は家計を助けようと写譜のアルバイトを始めたが収入が少なく、レコードの吹き込みの仕事を始めるようになった。これは校外演奏を禁止した学則58条に違反する行為であったため、「藤山一郎」の変名を用いることにした。名前の由来は、上野のパン屋・「永藤」の息子で親友・永藤秀雄（慶応商工）の名を使って藤永にし、一郎と続け、「藤永一郎」としたが、本名である増永の「永」が入ることで正体が明らかになることを恐れた。そこで、「富士山」なら日本一でいこうと「永」を「山」にして、芸名を藤山一郎とした。この変名はわずか5分のうちに生まれた。
藤山は1931年から1932年にかけておよそ40の曲を吹き込んだ。代表曲は古賀政男が作曲し1931年9月に発売された『酒は涙か溜息か』で、100万枚を超える売り上げを記録した。塩沢実信によると、当時の日本にあった蓄音機は併合により日本領であった台湾や朝鮮を含めおよそ20万台で、「狂乱に近い大ヒット」であった。この曲の吹き込みで藤山は、声量を抑え美しい共鳴の響きを活かし、声楽技術を正統に解釈したクルーン唱法を用い、電気吹き込み時代のマイクロフォンの特性を効果的に生かした歌唱によって憂鬱さとモダニズムが同居する世相を反映させようとする古賀の意図を実現させた。同じく1931年に発売された古賀作曲の『丘を越えて』もヒットした。『丘を越えて』はクルーン唱法ではなく、「マイクから相当離れた位置で、メリハリをつけて、あくまでもきれいにクリアーに、声量を落とさないで、しかも溢れさせないように歌う」歌唱表現で、古賀メロディーの青春を高らかに歌いあげている。『丘を越えて』のヒットによって藤山と古賀はスターダムにのし上がった。
歌のヒットと同時に藤山一郎という歌手への注目が巷間で高まり、世間の関心が集まるようにもなった。藤山は学校関係者に歌を聴かれて正体が発覚することを恐れ、アルバイト料が売上に関係なく1曲あたり15円と決められていたことからレコードが売れないよう願ってさえいた。古賀と関係の深かった明治大学マンドリン倶楽部の定期演奏会にゲスト出演した藤山は舞台の袖から姿を隠して歌い、観客が不満を訴える騒ぎとなったこともある。そんな中、東京音楽学校宛に「藤山一郎とは御校の増永丈夫である」という内容の投書が届き、学校当局は藤山を問い質した。藤山は「先生は作曲をするなどして学校の外で金を稼いでいるのに、生徒が学費のために内職するのを責めるのは不公平だ」と反発したためあわや退学処分ということになった。しかしハイバリトンの声楽家として藤山を評価していたクラウス・プリングスハイムが退学に反対し、慶應義塾普通部時代から藤山をよく知る弘田龍太郎・大塚淳・梁田貞も学業成績の優秀さやアルバイトで得た収入をすべて母親に渡していることを理由に擁護に回った結果、今後のレコード吹き込み禁止と停学1か月の処分に落ち着いた。しかも、その1か月は学校の冬休みに当たり、実質的な処分は科されなかった。この時、藤山はまだ吹き込みを行っていなかった『影を慕いて』を既に吹き込み済みであるとして学校にリストを提出し、発行を可能にした。停学が解除されると藤山はレコードの吹き込みを止め、学業に専念した。
1932年（昭和7年）当時、東京音楽学校は「風紀」を理由に舞台上演のオペラを禁止していたが、東京音楽学校奏楽堂にて例外で舞台上演された学校オペラ『デア・ヤーザーガーDer Jasager（イエスマン）』（クルト・ヴァイル作曲）において、藤山は主役である少年役を演じ、日比谷公会堂でプリングスハイムの指揮で上演されたワーグナーのオペラ『ローエングリン』ではソリストを務めている。ヘルマン・ヴーハーぺニッヒ、マリア・トルら外国人歌手と伍してのバリトン独唱により、期待のホープとして注目された。

### ビクターに入社
1933年（昭和8年）3月、藤山は東京音楽学校を首席で卒業した。『週刊音楽新聞』は卒業演奏における「歌劇『道化師』のアリア」「歌劇『密猟者』より」の独唱を取り上げ、東京音楽学校始まって以来の声楽家になるのではないかと評した。藤山はレコード歌手になって実家の借金を返済したいという思いが強く、卒業直後にビクターに入社し、同社の専属歌手となった。ビクターは前年の春から藤山に接触し、毎月100円の学費援助を行っていた。『酒は涙か溜息か』などのヒット曲がコロムビアから発売された曲であったことから藤山はコロムビア入社も考えたが、停学となって以来長らく接触が途絶えた上、ようやく交渉を開始してからも藤山が求めた月給制を拒絶したため、月給100円に加え2%のレコード印税支払いを約束したビクター入社を決めた。だが、1933年3月、コロムビアから発売されたワーグナーのオペラ『ローエングリン』のレコードには、藤山が本名・増永丈夫で独唱者に名前を連ねている。藤山一郎のビクター入社の経緯について菊池清麿は、藤山のビクター入社のきっかけは安藤兵部が獲得に動いたこと、当時ビクターには、橋本國彦、徳山璉、四家文子ら東京音楽学校の先輩が専属におり、クラシックと大衆音楽の両立がしやすい雰囲気があったことを指摘している。ビクターに藤山を奪われる形となったコロムビアは、作曲家の佐々紅華と作詞家の時雨音羽をビクターから引き抜いた。
入社2年目までの藤山は東京音楽学校に研究科生として在籍してヴーハーぺニッヒの指導を受けており、作曲・編曲・吹き込みなどを行う傍ら学校やヴーハーペニッヒの自宅にも通った。1933年4月には読売新聞社主催の新人演奏会に東京音楽学校代表として出演し、同年6月18日には東京音楽学校の日比谷公会堂での定期演奏会に出演している。クラウス・プリングスハイム指揮のベートーヴェン『第九』をバリトン独唱。この時期の藤山は様々なジャンルの歌を歌っている。公演をみると1933年10月に日比谷公会堂で「藤山一郎・増永丈夫の会」を催し、藤山一郎としてジャズと流行歌を、増永丈夫としてクラシックを歌い、美しい響きで声量豊かに独唱する増永丈夫とマイクロフォンを効果的に利用したテナー藤山一郎を演じ分け、双方の分野の音楽的魅力を披露した。レコードをみると、流行歌以外にクラシック（ワーグナー、シューマン）やジャズのレコードも出している。
ビクター時代の藤山は『燃える御神火』（売上187,500枚）、『僕の青春』（売上100,500枚）などがヒットしたが、音楽学校在校中に吹き込んだ古賀メロディーほどの大ヒット曲には恵まれなかった。藤山はこの時期を振り返り、「私の出る幕はなかった」、「レコードの売り上げ枚数をもって至上命題とするプロ歌手の壁は厚かった」と述べている。ビクターのライバルコロムビアでかつて放ったヒットをしのぐことはできなかった。その一方、「官学出身者の厭味なアカデミズムを排し、下品な低俗趣味を避けたいとも考えていた。私はみんなが楽しめる音楽の紹介と、そのプレーヤーとして生きる」という思いのもと、「シューマンを歌う。欧米の名曲や民謡を歌う、そして、もちろん、流行歌も歌う」充実した日々であったと述べている。

### テイチクへ移籍
ビクターとの契約期間は3年で満了を迎えた。ビクターは藤山との再契約を望んだが、当時コロムビアからテイチクに移籍していた古賀政男はテイチクへの移籍を促した。藤山はテイチクのブランドイメージ（創業者が楠木正成に傾倒し、正成の銅像をレーベルマークにしたり正成にちなんだ芸名を歌手につけたりしていた）に抵抗を感じたものの、生家の経済的事情もあり、最終的には古賀と再びコンビを組むことへの魅力が勝った。念のためビクターとの契約期間満了から1か月を置いてテイチクへ移籍した。同時期の内閣総理大臣の月給が800円という時代において、契約金は1万円というものであった。
テイチク時代の藤山一郎の人気は凄まじく、ポリドールの東海林太郎と並んで「団菊時代」を形成した。
テイチク時代の藤山はバリトンの声楽家というよりはテナー歌手としての流行歌に重点が置かれている。これについて当時、新聞記者だった音楽評論家の上山敬三は、「愛の古巣に帰ろう　男の純情などいう流行歌なんかやめちまえ、声がもったいない、クラシックに帰れ」と提言した。
1936年（昭和11年）、古賀が作曲した『東京ラプソディ』が販売枚数35万枚のヒットとなった。これにより藤山はB面の『東京娘』とあわせて2万1000円の歌唱印税を手にし、学生時代から抱えていた生家の借金を完済することができた。PCLによって『東京ラプソディ』を主題歌にした同じタイトルの映画も制作され、藤山が主演した。『東京ラプソディ』と同じく古賀が作曲し1936年に発売された『男の純情』、翌年の『青い背広で』『青春日記』もヒットした。藤山はこの時期に歌った曲の中から印象に残るものとして、『東京ラプソディ』とともに『夜明けの唄』（大阪中央放送局が1936年に企画した、有名な詩人の作品に曲をつける企画。国民歌謡、国民合唱と呼ばれた）を挙げている。この頃、ドイツ大使の前で歌った際に中古の自家用車で行ったところ、大使夫人から「こんな素晴らしい歌い手が、こんな車に乗っているなんて」と言われ、大使館経由で新車のBMWを特別価格で購入できたとの逸話がある。

### 日中戦争勃発
1937年（昭和12年）に盧溝橋事件が起き日中戦争がはじまったことをきっかけに、国民精神総動員を打ち出した政府は、音楽業界に対し戦意を高揚させる曲の発売を奨励し、ユーモア・恋愛・感傷をテーマとした歌の発売を禁止する指示を出した。テイチクはこの方針に従い、藤山も『忠烈!大和魂』・『国家総動員』・『雪の進軍』・『駆けろ荒鷲』・『最後の血戦』・『歩兵の本領』・『愛国行進曲』・『山内中尉の母』といった戦意高揚のための曲を吹き込むようになった。

### コロムビアへ移籍
1939年（昭和14年）にテイチクとの契約期間が満了を迎えた。この時期には古賀とテイチクが方針の違いから対立しており、藤山は古賀とともにコロムビアへ移籍した。移籍後、藤山は『上海夜曲』や服部良一との初のコンビによる『懐かしのボレロ』を吹き込みヒットさせた。1940年には古賀作曲の『なつかしの歌声』、『春よいづこ』がヒットしたが、音楽観の違いから、次第に古賀と距離を置くようになった。
声楽家としては、1939年に日比谷公会堂にて行われた「オール日本新人演奏会10周年記念演奏会」でヴェルディのアリアをバリトン独唱し、1940年にマンフレート・グルリット指揮のベートーヴェン『第九』（NHKラジオ放送）をバリトン独唱して、テノールの美しさを持つバリトン増永丈夫の健在ぶりを示した。増永丈夫の名義では松尾芭蕉の「荒海や佐渡に横たふ天河」という旅の叙情を主題にした国民歌謡『旅愁』の吹き込みを行っている。

### 南方慰問
1941年（昭和16年）12月に大東亜戦争（太平洋戦争）が開戦した。イギリス軍やオランダ軍、アメリカ軍やオーストラリア軍を相手に日本軍は優勢で、軍は新聞社に対し各地に駐屯する将兵に娯楽を与えるため慰問団の結成を要請した。読売新聞社が海軍の要請を受けて南方慰問団を結成すると、藤山はこれに参加した。藤山には音楽の先進国であるヨーロッパへ渡りたいという思いが強く、「昭南（シンガポール）や香港をはじめとするヨーロッパ諸国の植民地であった占領下の場所へ行けばヨーロッパの文化に触れることができるかもしれない」という思いと、「祖国の役に立ちたい」という思いからこれに加わった。

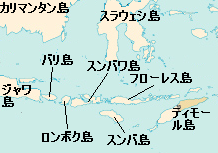
藤山が慰問に訪れた小スンダ列島周辺

1943年2月（昭和18年）、慰問団は旧オランダ領のボルネオ・ジャワ方面の海軍将兵慰問のため船で横浜港を出発。途中で寄港した高雄港では敵の潜水艦による魚雷攻撃を受け、藤山は初めて戦局が内地で宣伝されているよりもはるかに緊迫したものであることを察知することになった。日本軍はこの頃より、所々で激戦を強いられて来るようになってきたが、藤山はそうした情報を正確に把握していなかった。藤山は後に、もし当時の戦況を正確に把握できていたら南方慰問には出なかったであろうと述べている。しかし結局のところ、海軍嘱託となり終戦まで各地で慰問を続けている。
3月にボルネオ島（カリマンタン島）バリクパパンに到着。ボルネオ島のほかスラウェシ島・ティモール島など、周辺一帯を慰問に回った。藤山は持ち歌や軍歌の他、地元の民謡を歌った。海軍士官が作った詞に曲を付け、歌ったこともある（『サマリンダ小唄』）。藤山は7月に予定されていた慰問を終え、帰国した。
藤山は帰国後すぐに海軍より再度南方慰問の要請を受け、11月にスラウェシ島へ向けて出発した。藤山はヨーロッパの文化にさらに触れ、また現地の民謡を採譜したいという気持ちから要請を承諾した。前回の慰問での扱いは軍属で、藤山はこれに強い不満を覚えていたが、この時は月給1800円の海軍嘱託（奏任官5等・少佐待遇）としての派遣であった。
藤山の慰問団はスラウェシ島・ボルネオ島・小スンダ列島のバリ島・ロンボク島・スンバワ島・フローレス島・スンバ島・ティモール島などを巡った。このうちスンバ島は多数の敵機が飛び交う最前線の島で、慰問に訪れた芸能人は藤山ただ一人であった。小スンダ列島を慰問するにあたり、軽装で着任するよう要請された藤山は、愛用していたイタリア・ダラッペ社製のアコーディオンをスラウェシ島に置いたまま出発したが、同島に戻ることなく敗戦を迎えたため手放す羽目になった。これ以降藤山はジャワ島スラバヤで購入したドイツ・ホーナー社製のアコーディオンを愛用することになる。

### 捕虜生活
1945年（昭和20年）8月15日、藤山はジャワ島スラバヤをマディウンへ向かい移動する車中で日本の敗戦を知った。藤山は独立を宣言したばかりのインドネシア共和国の捕虜となり、ジャワ島中部・ナウイの刑務所に収容され、その後ソロ川中流部にあるマゲタンの刑務所へ移送された。
1946年（昭和21年）、後の大統領のスカルノの命令によりマラン州プジョンの山村に移動した。そこには三菱財閥が運営していた農園があり、旧大日本帝国海軍の将兵が一帯を「鞍馬村」と名づけて自給自足の生活を送っていた。鞍馬村滞在中、藤山は休日になると海軍の兵士だった森田正四郎とともに各地の収容所を慰問して回った。この鞍馬村での生活は数か月で終わりを告げた。戦争終結直後から行われていた独立戦争においてインドネシア独立軍とオランダ軍、イギリス軍との間に一時的な停戦協定が成立し、日本人捕虜を別の場所へ移送した後、帰国させることになったためである。藤山はリアウ諸島のレンパン島に移送された。この島で藤山はイギリス軍の用務員とされ、イギリス軍兵士の慰問をして過ごした。1946年7月15日、藤山は復員輸送艦に改装された航空母艦・葛城に乗って帰国の途についた。

### 活動再開

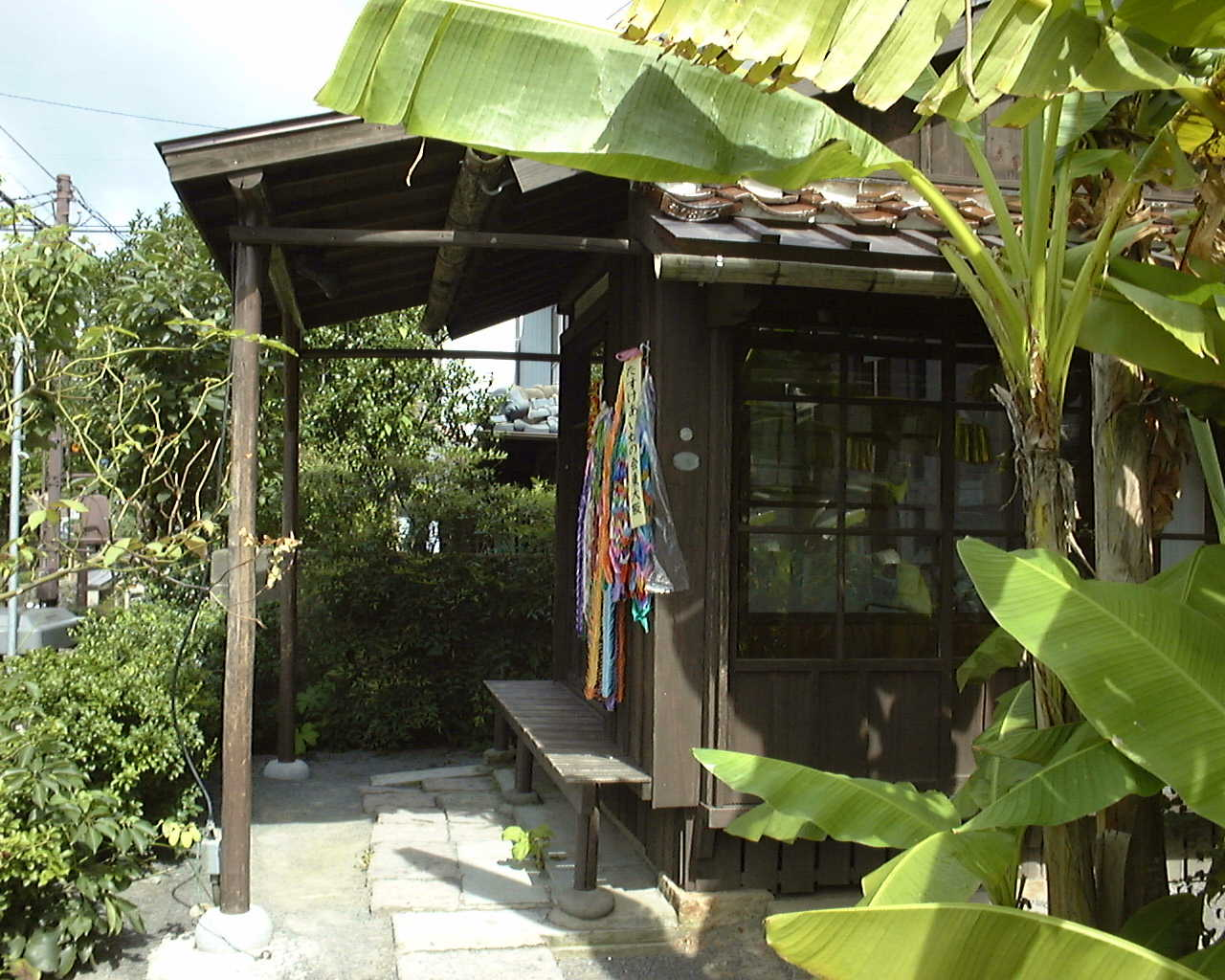
藤山は、如己堂で療養生活を送っていた永井隆を見舞ったことがある

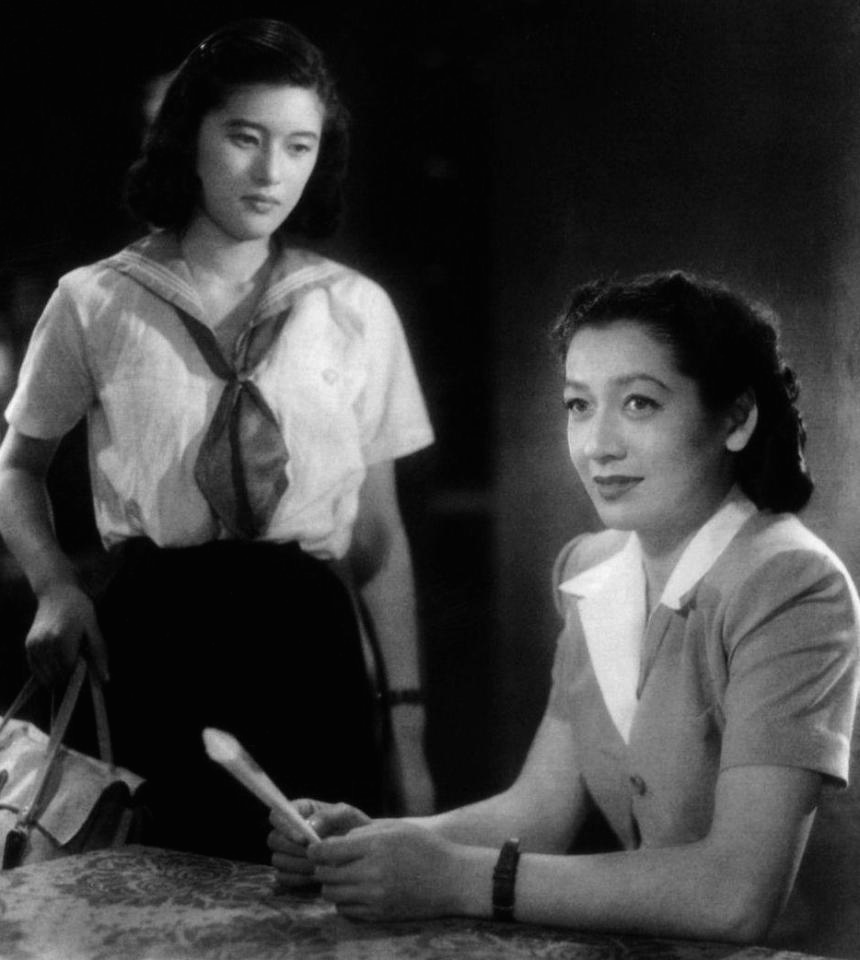
映画『青い山脈』の一場面

1946年7月25日、葛城は広島県大竹港に到着した。東京の自宅に着いて間もなくNHKがインタビューにやって来るなど、藤山の帰国はニュースとなった。藤山は8月4日にNHKのラジオ番組『音楽玉手箱』に出演したのを皮切りに、早速日本での歌手活動を再開させた。1947年（昭和22年）に入ると、戦前派の歌手たちが本格的に復活の狼煙を上げた。藤山一郎もラジオ歌謡『三日月娘』、『音楽五人男』の主題歌・『夢淡き東京』、日本歌曲としても音楽的評価の高い『白鳥の歌』などをヒットさせた。
1949年（昭和24年）、永井隆の随想を元にした『長崎の鐘』がヒット。1950年（昭和25年）には、この歌を主題歌として映画『長崎の鐘』が制作された。曲に感動した永井と藤山および作詞のサトウハチロー・作曲の古関裕而の3人との間には交流が生まれ、永井は3人に以下の短歌『新しき朝』を送った。
藤山はこの短歌に曲をつけ、『長崎の鐘』を歌う際に続けて『新しき朝』を歌うようになった。藤山は1951年（昭和26年）1月3日に行われた『第1回NHK紅白歌合戦』に白組のキャプテンとして出場、白組トリおよび大トリを務めて『長崎の鐘』を歌唱し、永井はこの4ヶ月後の5月1日に永眠した。藤山は1951年の第1回から1958年の第8回まで8年連続で出場するなど、歌手として計11回紅白に出場している。
1949年7月、東宝は石坂洋次郎の小説『青い山脈』を原作にした映画を公開した。この映画の主題歌として同じタイトルの『青い山脈』が作られ、藤山が奈良光枝とデュエットで歌った。『青い山脈』は映画・歌ともに大ヒットした。歌は長年にわたって世代を問わず支持され、発売から40年経った1989年にNHKが放映した『昭和の歌・心に残る200』においても第1位となっている。奈良光枝が1977年に死去すると、『青い山脈』は藤山一郎の持ち歌となった。

### 国民的歌手・指揮者として活躍
1954年（昭和29年）、藤山はコロムビアの専属歌手をやめ、NHKの嘱託となった。その理由について藤山自身は「自らのクラシックとポピュラーの中間を行く音楽生活を充実させつつ、将来活躍できる新人に道を譲るのも悪くない」と考えたからだと述べているが、池井優によると、背景には、かねてから藤山がレコード会社の商業主義に対する疑問があり、さらに俳優が脚本を読んだ上で出演を決めるように希望する歌を歌いたいという気持ちもあった。1961年（昭和36年）には筑摩書房発行の『世界音楽全集』第13巻声楽（3）においてフォスター歌曲を独唱し、編曲も担当している。
1965年（昭和40年）、NHKの許可をとって出演した東京12チャンネル（後のテレビ東京）制作の『歌謡百年』がヒットした。『歌謡百年』はベテランの歌手が昔懐かしい歌を歌うというコンセプトの番組で、後に『なつかしの歌声』とタイトルを変え、なつかしの名曲ブームを巻き起こした。藤山は、クラシックの香りのするホームソングを主体にし、1958年以降は紅白歌合戦にも数回を除いて歌手としてではなく指揮者として出演していたが、再び歌手として人気を集めるようになった。紅白歌合戦には、1950年の第1回から1992年の第43回まで、歌手または指揮者として連続出演した。

### 日本歌手協会会長を務める
1972年（昭和47年）10月、初代会長であった東海林太郎の死去(脳内出血により死去、73歳没)に伴い、日本歌手協会会長に就任した。同協会は歌手の立場強化を掲げる任意団体であったが、藤山の会長就任を機に社団法人にすることが議論された。文化庁との折衝の結果、1975年（昭和50年）5月に協会は社団法人として認可された。社団法人となった日本歌手協会の立場は強化され、それまで作詞家と作曲家にしか支払われなかった著作権収入が著作隣接権として歌手にも支払われるようになった。藤山は1979年（昭和54年）5月まで会長を務め、以後は理事を務めた。藤山の死後、日本歌手協会はNHKと共催で1993年10月26日NHKホールで追悼コンサート『素晴らしき青春の歌』（山川静夫司会）を開いた。

### 国民栄誉賞を受賞
1992年（平成4年）5月28日、藤山は国民栄誉賞を受賞した。受賞理由は「正当な音楽技術と知的解釈をもって、歌謡曲の詠唱に独自の境地を開拓した」、「長きに渡り、歌謡曲を通じて国民に希望と励ましを与え、美しい日本語の普及に貢献した」というものであった。
池井優によると、藤山の受賞を決定づけたのは1992年3月28日（土曜日）19:30から20:55までNHK総合で放送されたテレビ番組『幾多の丘を越えて - 藤山一郎・80歳、青春の歌声』である。この番組を見た衆議院議員・島村宜伸が当時自由民主党の幹事長であった綿貫民輔に国民栄誉賞授与の話を持ちかけたことで政府が検討に入ることになった。また、NHKのアナウンサー出身の参議院議員でかつて古賀政男の国民栄誉賞受賞に尽力した高橋圭三も福田赳夫を通じて政府に働きかけを行った。
藤山は娘を通じて受賞を打診され、受諾した。当初授賞式は4月25日に予定されたがこの時藤山は坐骨神経痛を患い入院中で、退院後の5月28日に延期された。授賞式会場の首相官邸に車椅子に乗って現れた藤山は中に入ると車椅子から降りて杖をついて歩き、東京音楽学校時代の恩師クラウス・プリングスハイムの指揮で声楽家増永丈夫として日比谷公会堂で独唱したベートーヴェンの『歓喜の歌』を伴奏なしで歌い、数十年ぶりにクラシック音楽の増永丈夫と大衆音楽の藤山一郎を披露した。スポーツ選手を除く国民栄誉賞受賞者の中では最初の存命中の受賞となった。1996年に上野恩賜公園内に設置された「日本スポーツ文化賞栄誉広場」には国民栄誉賞受賞者の手形が展示されており、藤山のものもある。
藤山は、国民栄誉賞以外にも、勲三等瑞宝章（1982年春）、紫綬褒章（1973年）、日本赤十字社特別有功章（1952年）、NHK放送文化賞（1958年）、社会教育功労章（1959年）、日本レコード大賞特別賞（1974年）などを受賞（受章）している。

### 死去

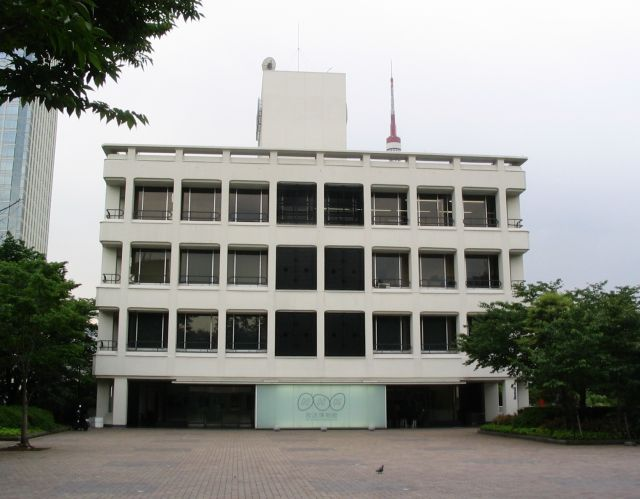
「藤山一郎作曲ルーム」があるNHK放送博物館

藤山は1993年（平成5年）5月20日、赤坂御苑で開かれた園遊会に出席。7月22日にはNHKホールで公開収録された『第25回思い出のメロディー』に出演し『青い山脈』を歌唱した。番組は8月14日（土曜日）19:30から21:30までNHK総合で放送された。7月28日、東京都内のスタジオでのレコーディングに参加し、自身が作曲した『今日も幸せありがとう』を歌唱。翌7月29日に自宅でテレビ東京のインタビュー収録を行った。8月21日、急性心不全のため死去。3日後の8月24日に葬儀が執り行われた。死後、その功績から従四位に叙せられた。
藤山の遺品は遺族からNHKに寄贈され、NHK放送博物館の「藤山一郎作曲ルーム」に展示されている。NHK以外にも、埼玉県与野市の市歌「与野市民歌」を歌唱した縁で与野市にも遺族から遺品が寄贈され、その一部は与野市図書館（現在のさいたま市立与野図書館）とさいたま市与野郷土資料館に展示されている。
藤山の墓は静岡県の冨士霊園にあり、墓碑には富士山の絵と漢字の「一」、ひらがなの「ろ」が刻まれており、合わせて「藤山一郎」と読むことができる。また、藤山が作曲した『ラジオ体操の歌』の楽譜（2小節分）と歌詞も刻まれている。

### 年表
- 1911年（明治44年）4月8日、東京市日本橋区蛎殻町（現・東京都中央区日本橋蛎殻町）に生まれる。
- 1929年（昭和4年）4月、東京音楽学校予科声楽部に入学。
- 1931年（昭和6年）7月、藤山一郎として音楽学校在校中、コロムビアからデビュー。
- 1933年（昭和8年）3月、東京音楽学校本科声楽部を卒業、ビクターの専属歌手となる。
- 1936年（昭和11年）、テイチクの専属歌手となる。
- 1939年（昭和14年）、コロムビアの専属歌手となる。
- 1940年（昭和15年）4月、結婚。
- 1943年（昭和18年）
  - 2月、南方への慰問団に参加（ - 7月）。
  - 11月、再び南方への慰問団に参加（ - 1945年8月）。
- 1945年（昭和20年）8月 - 1946年7月、インドネシアで捕虜生活を送る。
- 1946年（昭和21年）7月25日、帰国。
- 1952年（昭和27年）、日本赤十字社特別有功章を受賞。
- 1954年（昭和29年）、コロムビア専属をやめ、NHKの嘱託になる。
- 1958年（昭和33年）、NHK放送文化賞を受賞。
- 1959年（昭和34年）、社会教育功労章を受章。
- 1973年（昭和48年）、紫綬褒章を受章。
- 1974年（昭和49年）、日本レコード大賞特別賞を受賞。
- 1982年（昭和57年）、春の叙勲で勲三等瑞宝章を受章。
- 1992年（平成4年）5月28日、国民栄誉賞を受賞。
- 1993年（平成5年）8月21日、死去。82歳没。従四位に叙位された。

## 社会活動
前述のように、藤山は慶應義塾在籍中に福沢諭吉が説いた奉仕の精神の影響から1950年代半ばから様々な社会活動を行うようになった。

### ボーイスカウト
藤山は奉仕を重んじるボーイスカウトの精神に共鳴し、ボーイスカウト日本連盟の参与を務めた。1971年（昭和46年）、第13回世界ジャンボリーが日本（静岡県富士宮市）で開かれた際にはテーマソング『明るい道を』の作曲を行った。1988年（昭和63年）にスカウトソングを収録したカセットテープが制作された際には録音に立ち会い、自ら連盟歌『花は薫るよ』や、『光の路』など7曲を歌った。1992年（平成4年）、永年にわたる功績を称えられ、連盟から最高功労章である「きじ章」を贈呈された。藤山の葬儀の際には、ボーイスカウトのブレザーと、きじ章を身につけた写真が遺影に選ばれた。

### ロータリークラブ
1958年（昭和33年）6月、藤山はロータリークラブ（東京西ロータリークラブ）に入会した。藤山は会員として精力的に活動し、例会に欠席したことがなかった。死の前日の1993年8月19日にも杖を持ち車椅子に乗って出席を果たしている。会の運営にも熱心で、1986年から1987年まで東京西ロータリークラブの会長を務めた。『東京西ロータリークラブの歌』をはじめ、ロータリークラブにまつわる歌の作曲や会員への歌唱指導も行った。

## 人物像・エピソード
- 幼少期から短気で手が早かった。この性格が原因で前述のように幼稚園を転園させられ、慶應義塾普通部時代にも3週間寄宿舎暮らしを命じられた。この時、寂しさから身につけた編み物は藤山の特技の一つとなった。しかし晩年も藤山の気性の激しさは変わらず、タクシーの運転手と喧嘩して顔を殴られ、血だらけでスタジオに入ったこともある[105]。
- 車好きとして知られ、幼少期から自動車に親しんで育った。小学校4、5年生頃には生家のモスリン問屋にあった配達用の貨物自動車の車庫入れをし、オートバイの運転もマスターした。東京音楽学校在学中に自動車の運転免許を取得。流行歌手となってからも舞台への移動の際は自ら自動車を運転することが多かった。また戦前にドイツ大使の前で歌う際には、みすぼらしいフランス車に乗っていたのを大使夫人にとがめられ、後にドイツ車を特別価格で提供されている。所有車は終戦直後に乗ったダットサンを除き、すべて輸入車であった[106]。運転マナーも良好で、優良運転者として1972年に緑十字交通栄誉賞銅賞、1982年に緑十字交通栄誉賞銀賞を受賞。一方で他人の運転マナーにも厳しく、割り込みした車を怒鳴りつけることもあった。藤山は1949年7月に肝臓膿瘍（肝臓に膿が発生する病気）を患い入院したことがあるが、この時将来に不安を覚えた藤山は、妻を社長にして「ミッキー・モータース」という洗車・整備・給油の店を副業としてオープンさせている[107][108]。
- 藤山が音大生だった時代は楽譜が貴重であり、学生は図書館から借りて写譜するのが一般的だった。そのため藤山は楽譜を乱暴に扱う者に対して非常に厳しかった[109]。
- 戦争中、南方慰問から帰国した藤山が、作曲家・山田耕筰邸へ挨拶に行くと、山田が藤山の履いている南方で入手した靴を気に入って「僕にくれよ」と藤山と押し問答になった。藤山も断りきれず山田の靴と交換することで決着した。その話を藤山から聞いた音楽評論家の森一也が「あの靴はいつか見た靴」ですねと歌うと藤山も「ああ、そうだよ」と歌い返した（コンパクトディスク「山田耕筰の遺産4 歌曲編IV」COCA-13174 のブックレット、森一也の解説より）。

## 歌唱論・歌手観
藤山は、日本語の発音に厳しいことで知られた。有名な逸話として、言語学者の金田一春彦は、紅白歌合戦で『蛍の光』が唄われる際に指揮者を務めた藤山が、歌い出しの部分を「アクセントに合わないフシがついている」という理由で自らは決して声を出して歌おうとしなかったことを挙げている（実際には東京12チャンネルの『なつかしの歌声』などの番組では歌唱している）。音名をイタリア式に発音する際も、「ラはlaで、レはre」だと厳密に発音を区別していた。金田一は、藤山の厳しさは言葉のアクセントに厳しい作曲家本居長世の家に出入りしていたことで培われたものだと推測している。
藤山はプロの歌手にとって重要なのは正式に声楽を習い基本的な発声を習得し、基本に忠実でしっかりとした発声により歌詞を明瞭に歌うことであり、技巧を凝らすのはその先の話であると述べている。
後輩歌手では、伊藤久男、近江俊郎、岡本敦郎、布施明、尾崎紀世彦、由紀さおり、芹洋子、倍賞千恵子、アイ・ジョージなどを「ただクルーンするだけでなく、シングも出来る両刀使いだから。」という理由で評価していた。
シンガーソングライターの矢野顕子は、NHKの軽音楽オーディションで、藤山の『丘を越えて』を歌唱した。審査員の一人であった藤山は、「素晴らしいピアノにのせて思い切った表現で歌われた。これにはビックリした。弾き語りと簡単に言うけどね、できるもんじゃないですよ。」と評価した上で、「もっともっとチャレンジして、若さはチャレンジだ。ぶつかっていって新しい形をこしらえて。あれでなけりゃいけないってことは無いと思うな」などと助言した。

## 代表曲
- 『春の野・山の祭』1921年（大正10年）
- 『はんどん・何して遊ぼ』1921年（大正10年）
- 『はね橋』1921年（大正10年）
- 『日本アルプスの唄』1930年（昭和5年）
- 『美しきスパニョール』1930年（昭和5年）
- 『幼稚舎の歌』1930年（昭和5年）
- 『慶應普通部の歌』1930年（昭和5年）
- 『北太平洋横断飛行行進曲』1931年（昭和6年）
- 『キャンプ小唄』1931年（昭和6年）
- 『丘を越えて』1931年（昭和6年）
- 『酒は涙か溜息か』1931年（昭和6年）
- 『エンコの六』1931年（昭和6年）
- 『スキーの唄』1932年（昭和7年）
- 『影を慕いて』1932年（昭和7年）
- 『鳩笛を吹く女の唄』1932年（昭和7年）
- 『赤い花』1933年（昭和8年）
- 『僕の青春』1933年（昭和8年）
- 『燃える御神火』1933年（昭和8年）
- 『想い出のギター』1933年（昭和8年）共唱　徳山璉
- 『名古屋まつり』1933年（昭和8年）
- 『皇太子殿下御誕生奉祝歌』1934年（昭和9年）共唱　徳山璉
- 『チェリオ！』1934年（昭和9年）共唱　小林千代子
- 『オシャカサン』1934年（昭和9年）作曲も担当
- 『川原鳩なら』1934年（昭和9年）
- 『いつも朗らか』1934年（昭和9年）共唱　市丸
- 『蒼い月（ペールムーン）』1934年（昭和9年）
- 『古戦場の秋』1934年（昭和9年）
- 『躍る太陽』1935年（昭和10年）作曲も担当
- 『恋の花束』1935年（昭和10年）
- 『谷間の小屋』1935年（昭和10年）
- 『永遠の誓い』1935年（昭和10年）
- 『夜風』1935年（昭和10年）
- 『二人の青春(はる)』1936年 (昭和11年)共唱 渡辺はま子
- 『慶應音頭』1936年（昭和11年）作曲も担当　共唱　徳山璉
- 『東京ラプソディ』1936年（昭和11年）
- 『東京娘』1936年（昭和11年）
- 『男の純情』1936年（昭和11年）
- 『青春の謝肉祭』1936年（昭和11年）
- 『回想譜』1937年（昭和12年）
- 『青い背広で』1937年（昭和12年）
- 『青春日記』1937年（昭和12年）
- 『白虎隊』1937年（昭和12年）共唱（詩吟）鈴木吟亮
- 『愛国行進曲』1937年（昭和12年）
- 『山内中尉の母』1937年（昭和12年）
- 『上海夜曲』1939年（昭和14年）
- 『懐かしのボレロ』1939年（昭和14年）
- 『紀元二千六百年』1940年（昭和15年）共唱　松平晃、伊藤久男、霧島昇、松原操、二葉あき子、渡辺はま子、香取みほ子
- 『なつかしの歌声』1940年（昭和15年）共唱　二葉あき子
- 『春よいづこ』1940年（昭和15年）共唱　二葉あき子
- 『空の勇士』1940年（昭和15年）共唱　霧島昇、松原操、二葉あき子、渡辺はま子
- 『燃ゆる大空』1940年（昭和15年）共唱　霧島昇
- 『三色旗の下に』1940年（昭和15年）作曲も担当
- 『興亜行進曲』1940年（昭和15年）共唱　伊藤久男、二葉あき子
- 『懸賞当選歌：海の歌』1940年（昭和15年）
- 『出せ一億の底力』1941年（昭和16年）共唱　二葉あき子
- 『崑崙越えて』1941年（昭和16年）
- 『英国東洋艦隊潰滅』1941年（昭和16年）
- 『海の進軍』1941年（昭和16年）共唱　伊藤久男、二葉あき子
- 『大東亜決戦の歌』1942年（昭和17年）
- 『翼の凱歌』1942年（昭和17年）共唱　霧島昇
- 『青い牧場』1943年（昭和18年）共唱　奈良光枝
- 『決戦の大空へ』1943年（昭和18年）
- 『東京ルンバ』1946年（昭和21年）共唱　並木路子
- 『ふるさとの馬車』1946年（昭和21年）
- 『銀座セレナーデ』1946年（昭和21年）
- 『赤き実』1947年（昭和22年）共唱　渡辺はま子
- 『三日月娘』1947年（昭和22年）
- 『夢淡き東京』1947年（昭和22年）
- 『白鳥の歌』1947年（昭和22年）共唱　松田トシ
- 『バラ咲く小径』1947年（昭和22年）
- 『見たり聞いたりためしたり』1947年（昭和22年）共唱　並木路子
- 『浅草の唄』1947年（昭和22年）
- 『若人の歌』1947年（昭和22年）
- 『みどりの歌』1948年（昭和23年）共唱　安西愛子
- 『青い月の夜は』1948年（昭和23年）
- 『ゆらりろの唄』1948年（昭和23年）
- 『青い山脈』1949年（昭和24年）共唱　奈良光枝
- 『長崎の鐘』1949年（昭和24年）
- 『花の素顔』1949年（昭和24年）共唱　安藤まり子
- 『山のかなたに』1950年（昭和25年）
- 『福澤諭吉先生を讃える歌』1951年（昭和26年）
- 『若人の歌』1951年（昭和26年）東宝映画「若人の歌」主題歌
- 『長崎の雨』1951年（昭和26年）
- 『東京の雨』1951年（昭和26年）
- 『ラジオ体操の歌（2代目）』1951年（昭和26年）
- 『ニコライの鐘』1952年（昭和27年）
- 『夜の湖』1957年（昭和27年）
- 『霜夜の時計』1952年（昭和27年）作曲も担当
- 『星かげのワルツ[注釈 16]』1952年（昭和27年）作曲も担当　共唱　加藤礼子
- 『海は生きている（海の歌）』1952年（昭和27年）
- 『丘は花ざかり』1952年（昭和27年）
- 『遠い花火』1952年（昭和27年）作曲も担当
- 『オリンピックの歌』1952年（昭和27年）共唱　荒井恵子
- 『ばら色の月』1953年（昭和28年）
- 『みどりの雨』1953年（昭和28年）
- 『ラジオ体操の歌（3代目）』1956年（昭和31年）レコード発売は1958年（昭和33年）。作曲も担当
- 『波』1959年（昭和34年）作曲も担当
- 『海をこえて友よきたれ』1963年（昭和38年）
- 『娘が嫁に行くと云う』1972年（昭和47年）
- 『わかい東京』1974年（昭和49年）
- 『追憶』1974年（昭和49年）
- 『郷愁』1974年(昭和49年)
- 『若人の街』1974年（昭和49年）
- 『さつきの歌』/作曲も担当『城愁』1981年（昭和56年）作曲も担当
- 『ふるさとに歌う津軽岬』作曲も担当/『ギターが私の胸で』1981年（昭和56年）
- 『ブンガワン・ソロ[注釈 17]』訳詩も担当/『ふるさとの雲』1981年（昭和56年）
- 『爽やかに熱く』/『ブライダルベール』1982年（昭和57年）
- 『飛鳥は逝ける』/『こけしの歌』1983年（昭和58年）作曲も担当
- 『鎌倉抒情』/『鎌倉ソング』1988年（昭和63年）
- 『故郷よ心も姿も美しく』1990年（平成2年）作曲も担当
- 『お婆さんのお母さんの歌』1990年（平成2年）作曲も担当
- 『走れ跳べ投げよ』1990年（平成2年）作曲も担当
- 『心のとびら』1992年（平成3年）
- 『赤坂宵待草』作曲も担当/『歓喜の歌』訳詩も担当 - 1992年（平成4年）
- 『今日も幸せありがとう』1993年（平成5年）作曲も担当

## 主な作曲作品
- 『ラジオ体操の歌（3代目）』
- 『シンガポール日本人学校校歌』
- 『川越市立霞ヶ関小学校校歌』
- 『川越市立霞ヶ関西小学校校歌』
- 『川越市立霞ヶ関西中学校校歌』
- 『朝霞市立朝霞第一小学校校歌』
- 『朝霞市立朝霞第六小学校校歌』
- 『新座市立新座中学校校歌』
- 『志摩市立和具中学校校歌』
- 『浜松市立蜆塚中学校校歌』
- 『諏訪市立諏訪南中学校校歌』
- 『新座音頭』
- 『慶應義塾女子高等学校校歌』
- 『駿台甲府高等学校校歌』
- 『穎明館中学高等学校校歌』
- 『阪急ブレーブス応援歌』
- 『西鉄ライオンズの歌』
- 『お誕生日の歌』（パルナス製菓CMソング）
- 『名鉄運輸株式会社社歌』
- 『大日本印刷株式会社社歌』
- 『東洋陶器株式会社社歌』
- 『三越社歌』
- 『松下電工株式会社社歌』（「パナソニック電工」へ社名変更された際、社歌は他曲に変更された）
- 『めぐろ・みんなの歌』（目黒区歌）
- 『鐘紡われら』（カネボウ社歌、同社営業最終日に社員で斉唱している場面が報道された）
- 『お母さんのお顔[注釈 18]』
- 『広島県立広高等学校　生徒歌』
- 『帯広大谷高等学校校歌』
- 『全日本軟式野球連盟　連盟歌』
- 『北海道鹿追高等学校校歌』
- 『Kラインの歌』
- 『甲斐市立敷島南小学校校歌』
- 『甲斐市立竜王北小学校校歌』
- 『新座市立第五中学校校歌』

## 関連書籍

### 自伝
- 『私の履歴書』（「－ 文化人14」に収録、日本経済新聞出版社、1984年）、ISBN 4532030846
- 『歌声よひびけ南の空に』 光人社、1986年、ISBN 4769820283
  - 『藤山一郎自伝　歌声よひびけ南の空に』 光人社NF文庫、1993年、ISBN 4769820283

### 評伝
- 菊池清麿『藤山一郎 歌唱の精神』春秋社、1996年（ISBN 4393934350 C0073）
- 池井優『藤山一郎とその時代』新潮社、1997年（ISBN 4104179019）

## テレビ番組
- 『なつかしの歌声』（1970年12月31日、テレビ東京 - 伊藤久男・霧島昇と共演。）
- 『ビッグショー』（1975年1月5日・1977年4月3日、NHK総合）
- 『この人○○ショー』（1982年7月15日、NHK総合）

## ラジオ番組
- 『愉快な仲間』 - 民間情報教育局が主導して制作された、アメリカの『ビング・クロスビー・ショー』のコピー番組（1950年 - 1952年、NHKラジオ第1）[117]。森繁久彌との共演[118]。

## コマーシャル
- めいらくグループのコーヒー・紅茶のホワイトナー「スジャータ」（藤山は曲を合作し、歌を歌った[119]）
- パルナス製菓 - 「お誕生日の歌」 - コロムビアの女性コーラスグループであったルナ・アルモニコとのデュエット

## NHK紅白歌合戦出場歴
| 年度   | 放送回 | 回 | 曲目                       | 出演順       | 対戦相手        | 備号                                                                  |
| ------ | ------ | -- | -------------------------- | ------------ | --------------- | --------------------------------------------------------------------- |
| 1951年 | 第1回  | 初 | 長崎の鐘                   | 7/7          | 渡辺はま子      | 大トリ                                                                |
| 1952年 | 第2回  | 2  | オリンピックの歌           | 12/12        | 渡辺はま子（2） | トリ（2）                                                             |
| 1953年 | 第3回  | 3  | 東京ラプソディ             | 11/12？      | 月丘夢路        | トリ前                                                                |
| 1953年 | 第4回  | 4  | 丘は花ざかり               | 17/17        | 淡谷のり子？    | トリ（3）                                                             |
| 1954年 | 第5回  | 5  | ケンタッキーの我が家       | 5/15         | 松田トシ        |                                                                       |
| 1955年 | 第6回  | 6  | ニコライの鐘               | 16/16        | 二葉あき子      | トリ（4）                                                             |
| 1956年 | 第7回  | 7  | あゝ牧場は緑               | 10/25        | 二葉あき子（2） |                                                                       |
| 1957年 | 第8回  | 8  | ブンガワン・ソロ           | 18/25        | 渡辺はま子（3） |                                                                       |
| 1964年 | 第15回 | 9  | 長崎の鐘（2回目）          | 4/25         | 渡辺はま子（4） | 7年ぶりの出場                                                         |
| 1973年 | 第24回 | ー | 長崎の鐘（3回目）          | ー           | (渡辺はま子)    | 9年ぶりの出場・特別出演                                               |
| 1979年 | 第30回 | ー | 藤山一郎メモリアルメドレー | ー           | (美空ひばり)    | 6年ぶりの出場・特別出演                                               |
| 1989年 | 第40回 | 10 | 青い山脈（2回目）          | 7/7（第1部） | (都はるみ)      | 歌手としての出場は生涯最後となるが、 蛍の光の指揮者として出演している |

- 藤山は紅白史上最後の明治生まれの出場歌手である。

## 演じた人物
- 柿澤勇人（2020年、NHK総合 連続テレビ小説『エール』、役名は山藤太郎）